# Вито Д’Амброзио
Вито Д’Амброзио (енгл. Vito D'Ambrosio; рођен 29. децембра 1957, Таранто) је италијанско-амерички глумац рођен у Таранту, у региону Апулија, у Италији.
Вито Д'Амброзио се појавио у америчким филмовима као што су Недодирљиви (1987) Брајана Де Палме, Дежурни кривци (1995), Рат светова (2005) и бројним америчким телевизијским серијама укључујући Муња (1991), Хитна помоћ (1995) и Лоис и Кларк: Нове Суперменове пустоловине (1997).